# Parc national de Jbil
Le parc national de Jbil est un parc national du sud de la Tunisie et une zone importante pour la conservation des oiseaux.
Créé le 24 octobre 1994, c'est le plus vaste des parcs naturels tunisiens, couvrant une superficie totale de 150 000 hectares. Il est situé au sein du gouvernorat de Kébili.
Il présente un domaine à caractère saharien où la faune et la flore survivent dans des conditions extrêmes, où le milieu est très fragile et dont les occupants sont souvent menacés. On y rencontre plusieurs espèces sahariennes protégées telles que la gazelle dorcas (Gazella dorcas), la gazelle leptocère (Gazella leptoceros) ou des dunes (ou Reem) et le fennec, mais aussi des oiseaux rares, tels que l'outarde houbara, et différents reptiles. Un projet de réintroduction de l'addax (Addax nasomaculatus) est en cours de réalisation.
Jadis, on pouvait rencontrer sur le site le guépard du Sahara. De nos jours, le félin est considéré comme éteint en Tunisie. En effet, la dernière fois qu'un spécimen a été noté (traces) remonte à 1975.
Outre la richesse du parc en termes de faune et de flore, des recherches archéologiques ont mis au jour plusieurs objets préhistoriques.